# Вузькорот червоносмугий
Вузькорот червоносмугий (Phrynomantis bifasciatus) — вид земноводних з роду Phrynomantis родини Карликові райки.

## Опис
Загальна довжина досягає 4—6,5 см. Спостерігається статевий диморфізм: самиці більші за самців. Голова пласка і відносно вузька. Барабанна перетинка не перевищує в діаметрі розмір ока. Тулуб сплощений, лапи подовжені, тонкі. Невеликі перетинки розвинені тільки в основі пальців на задніх кінцівках. Пальці округлі в перетині, на кінцях розширені у невеликі диски. Шкіра гладенька. По чорному або темно-сірому фону спини розкидані помаранчеві або червоні плями неправильної форми. З боків тіла від очей до задніх кінцівках проходять дві широкі яскраво-помаранчеві або червоні смуги. Малюнок черева складають білуваті плями на сірому фоні. Таке контрастне забарвлення має явний попереджувальний характер: шкірні виділення цієї амфібії отруйні.

## Спосіб життя
Полюбляє зволожені частини саван поблизу водойм, а також плантації культурних рослин. Активна вночі. День проводить в схованках: норах гризунів, у листової підстилці, під поваленими деревами, в пазухах великих листя рослин, зокрема бананів. Живиться дрібними комахами, в першу чергу, мурахами. Не стрибає, по горизонтальній площині пересувається кроком, повільно переставляючи кінцівки. Добре лазить, утримуючись присосками на лапах і черевом на похилих поверхнях.
У разі небезпеки приймає загрозливу позу, роздуваючи і вигинаючи догори підняте на лапах тіло і опускаючи голову додолу.
Самиця відкладає до 1000 яєць.

## Поширення
Поширений у Східній і Південній Африці, від Кенії до північної частини Південно-Африканської Республіки, на захід до Анголи та Намібії.